# 2001-es magyar tekebajnokság
A 2001-es magyar tekebajnokság a hatvanharmadik magyar bajnokság volt. A bajnokságot május 26. és 27. között rendezték meg Budapesten, a Postás pályáján.

## Eredmények
| Versenyszám            | Arany                                          | Arany | Ezüst                                        | Ezüst | Bronz                                                             | Bronz |
| ---------------------- | ---------------------------------------------- | ----- | -------------------------------------------- | ----- | ----------------------------------------------------------------- | ----- |
| Férfi napi egyéni      | Derdák Tibor Soproni Ászok SE                  | 937   | Karsai László Szegedi TE                     | 926   | Kemsei Béla DD Gáz SE Pécs                                        | 917   |
| Férfi páros            | Mészáros József, Kovács Gábor BKV Előre        | 1895  | Bódi Tibor, Karsai László Szegedi TE         | 1875  | Kecskés Miklós, Kemsei Béla DD Gáz SE Pécs                        | 1838  |
| Férfi összetett egyéni | Mészáros József BKV Előre                      | 1880  | Bódi Tibor Szegedi TE                        | 1866  | Derdák Tibor Soproni Ászok SE                                     | 1853  |
| Női napi egyéni        | Rubinszki Rita Pécsi NTSE                      | 459   | Miklós Nóra Zalaegerszegi TE-ZÁÉV            | 455   | Maszlay Lajosné BKV Előre                                         | 454   |
| Női páros              | Bozó Melinda, Juhász Gabriella Ferencvárosi TC | 868   | Szabó Mónika, Bíró Zsuzsanna Ferencvárosi TC | 862   | Bayer Krisztina, Győző-Molnár Krisztina Pécsi NTSE, GLB SE Szeged | 852   |
| Női összetett egyéni   | Maszlay Lajosné BKV Előre                      | 900   | Tóth Mária Ózdi VTC                          | 895   | Bíró Zsuzsanna Ferencvárosi TC                                    | 890   |